# 秦明
秦明，古典小说《水浒传》中人物，108将之一，上应天猛星，马军五虎将第三，使一条狼牙棒，有万夫不当之勇。因其性情急躁刚猛，吼声震天，又喜好穿戴赤盔赤袍，故號「霹雳火」。地煞星「鎮三山」黃信是其徒弟。秦明在梁上军中常打头阵，是108人中出阵鬥将次数最多的好汉之一，战果丰硕。战至酣时惯挥舞狼牙棒猛砸碎敌将的天灵盖。

## 生平
秦明祖籍山后开州人氏，曾任青州指挥司统制，得知小李广花荣造反后亲领五百军士前往捉拿，与花荣斗了四、五十合不分胜负。但其有勇无谋，中了花荣的陷坑被拿。秦明被捉仍不肯归顺梁山，宋江素知秦明猛勇过人，欲赚其为将，便和花荣等设下毒计使青州太守慕容彥達誤以為秦明已叛降梁山而擒殺秦明全家，秦明闻讯暴怒，投靠宋江誓報血仇，参与攻破青州并残杀慕容彥達全家。花榮因害得秦明家破人亡心生愧疚而將妹妹嫁其為妻，宋江等亦对其好生安抚、待其甚厚，秦明遂与宋江等尽弃前嫌。
上梁山后，秦明凭手中狼牙棒，在与祝家庄、高唐州等一系列战斗中屡立战功，杀敌颇多。關勝率军攻梁山時，秦明生擒宣贊，迫使關勝归顺梁山，立下大功。大聚义排座次时，在梁山众人中位列第七位好汉、“马军五虎”第三位。
後秦明與其他梁山好漢一同归顺北宋朝廷，跟隨宋江、卢俊义、吴用出生入死，参与了讨伐遼军、王慶、田虎、方腊的全过程，战绩卓著。
征江南方腊时，秦明有锤杀敌将凤仪等闪亮战绩。但在临近南征结束时，秦明在青溪县界迎战困兽犹斗的方腊皇侄方杰等，与其方天画戟你来我往酣战数十合不分胜败，敌将杜微遂在旁扔出飞刀以分散秦明注意力，秦明当即遭方杰刺下马去，不幸身死。宋江在得知麾下宿将秦明于战事即将结束、凯旋班师之际殒命，十分痛惜，后回京上表，秦明得朝廷追封为忠武郎。

## 評價
- 金圣叹：秦明、索超是上中人物。
- 李卓吾：其中尽有事穷势迫，为宋公明勾引入伙，如秦明、呼延灼等辈，它可概以强盗目之？予谓不能杀身成仁，舍生取义，便是强盗耳。
- 余象斗：秦明涌涌离府而捉花荣，比刘高心胆大矣。

## 影視
- 1972年香港邵氏《水滸傳》：雷龙
- 1983年山东版《水浒》：栾振国
- 1998年央视版《水浒传》：王文升
- 2011年版《水浒传》：赵秋生

## 漫画
- 《水滸傳》，橫山光輝，1967－1971年，日本

## 電子遊戲
- 《水滸傳·天命之誓》，1989年，日本，光榮株式會社
- 《水滸演武（日语：水滸演武）》，1995年，日本，Data East
- 《水滸傳·天導一〇八星》，1997年，日本，光榮株式會社

## 外部連結
- 奸人宋江，苦人秦明[永久]